# Hexakyanidoželezitan draselný
Hexakyanidoželezitan draselný (dle starého názvosloví hexakyanoželezitan draselný) je komplexní sloučeninou železa. Nazývá se též červená krevní sůl nebo ferrikyanid draselný. Jeho vzorec je K3[Fe(CN)6].

## Vlastnosti a příprava

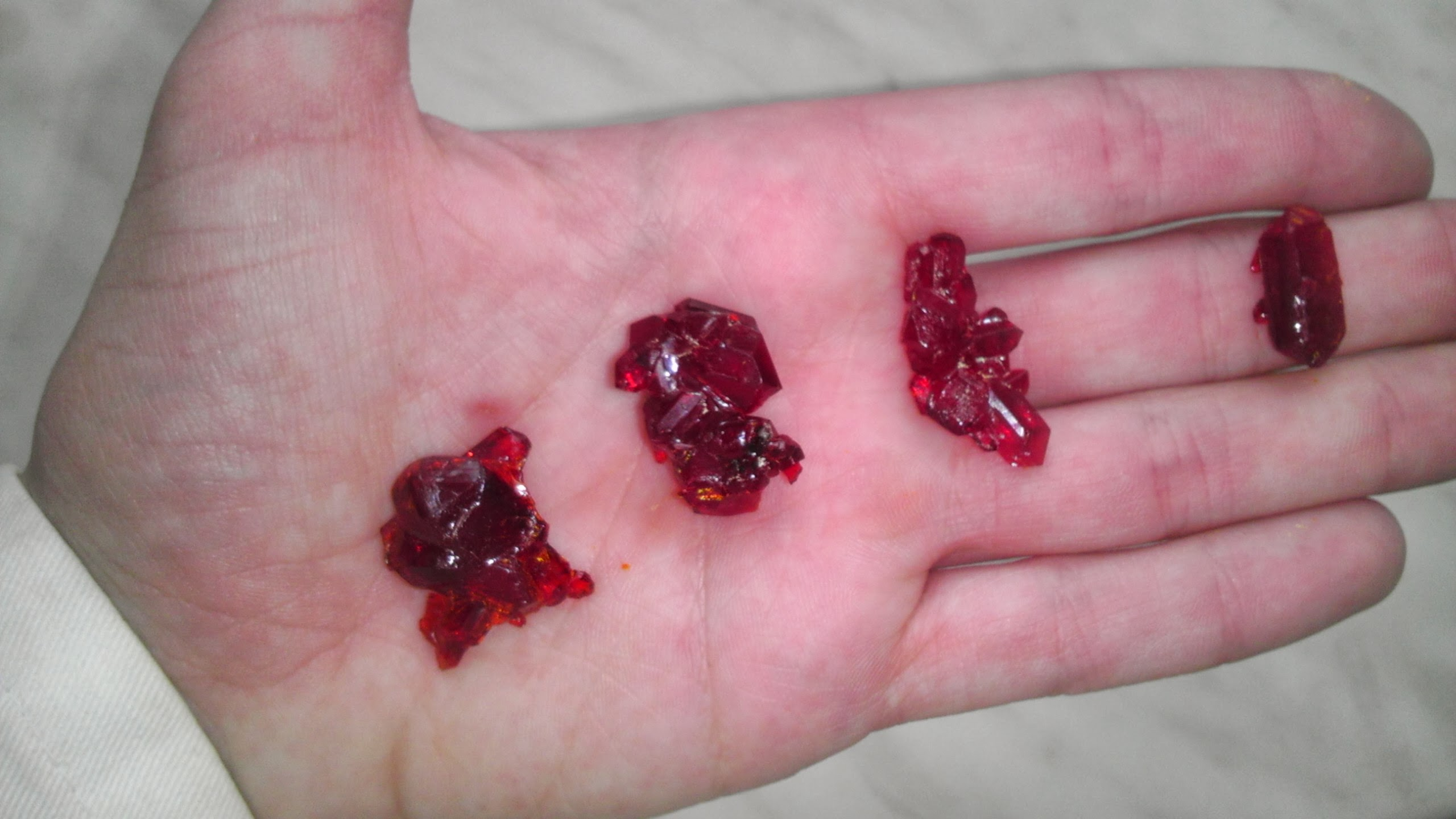
Krystaly Hexakyanidoželezitanu draselného

Tato komplexní sloučenina je za normální pokojové teploty stálá. Její krystaly mají rubínově červenou barvu a prášek je oranžovočervený. Je rozpustná ve vodě, její roztok žluto-zeleně světélkuje. Připravuje se reakcí chloru s hexakyanidoželeznatanem draselným, nazývaným též žlutá krevní sůl.

## Využití
Se solemi Fe+2 poskytuje modrou sraženinu, nazývanou Turnbullova modř. Tato reakce je jedním z analytických důkazů přítomnosti dvojmocného železa ve vzorku. Tohoto efektu se využívá v kyanotypii.
Hexakyanidoželezitan draselný se používá ve fotografickém průmyslu, ve kterém se používá k odstranění stříbra z negativů. Také se používá jako oxidační činidlo v organické chemii.